# مايكل غوردون
مايكل غوردون (بالإنجليزية: Michael Gordon)‏ (و. 1909 – 1993 م) هو مخرج أفلام، وممثل أفلام، وممثل مسرحي، ومخرج مسرحي، وموسيقي أمريكي، ولد في بالتيمور، توفي في لوس أنجلوس، عن عمر يناهز 84 عاماً.

## وصلات خارجية
- مايكل غوردون على موقع IMDb (الإنجليزية)
- مايكل غوردون على موقع الموسوعة البريطانية (الإنجليزية)
- مايكل غوردون على موقع ألو سيني (الفرنسية)
- مايكل غوردون على موقع تيرنر كلاسيك موفيز (الإنجليزية)
- مايكل غوردون على موقع أول موفي (الإنجليزية)
- مايكل غوردون على موقع قاعدة بيانات برودواي على الإنترنت (الإنجليزية)
- مايكل غوردون على موقع قاعدة بيانات الأفلام السويدية (السويدية)
- مايكل غوردون على موقع إن إن دي بي (الإنجليزية)
- مايكل غوردون على موقع قاعدة بيانات الفيلم (الإنجليزية)
- مايكل غوردون على موقع كينوبويسك (الروسية)